# Homberg (Lipper Bergland)
Der Homberg ist eine 201,2 m ü. NHN hohe Erhebung des Lipper Berglands. Er liegt nahe dem Herforder Stadtteil Falkendiek im nordrhein-westfälischen Kreis Herford.

## Geographie

### Lage
Der Homberg erhebt sich in Ostwestfalen-Lippe im Norden des Herforder Stadtgebiets. Sein Gipfel liegt 920 m südsüdöstlich des Stadtteils Falkendiek. Auf dem Südwesthang der Erhebung befindet sich der Homberghof und auf dem Nordhang die Ansiedlung Homberg, die beide zu Falkendiek gehören.
Östlich und nördlich vorbei an der Erhebung fließt der vom Südostnachbarn Eggeberg (232,6 m) kommende Bramschebach, der nach nördlichem Passieren von Falkendiek in die durch Herford und westlich der Erhebung fließende Werre mündet. Letzterer fließt auch der südlich der Erhebung und etwas unterhalb vom Homberghof verlaufende Tiefentalbach zu.
Der Homberg ist mit dem westlich der Werre gelegenen Schweichler Berg (165 m) die am weitesten nordwestlich in das Ravensberger Hügelland hineinreichende Erhebung des Lipper Berglandes, das sich mit dem Dornberg (240,1 m) und dem Eggeberg in Richtung Südosten fortsetzt. Damit markiert der Homberg den Übergang von Ravensberger Hügelland und Lipper Bergland.

### Naturräumliche Zuordnung
Der Homberg gehört in der naturräumlichen Haupteinheitengruppe Oberes Weserbergland (Nr. 36), in der Haupteinheit Lipper Bergland (364) und in der Untereinheit Westliches Lipper Bergland (364.1) zum Naturraum Salzufler Keuper-Höhen (364.10). Die Landschaft fällt nach Norden und Westen in das Oeynhausener Hügelland (531.21) ab, in das sie auch nach Süden überleitet; dieser Naturraum zählt wie der südöstlich des Hombergs legende Naturraum Herforder Platten- und Hügelland (531.23) in der Haupteinheitengruppe Unteres Weserbergland (53) und in der Haupteinheit Ravensberger Hügelland (531) zur Untereinheit Herforder Hügelland (Süden; 531.2).

## Schutzgebiete
Auf dem bewaldeten Homberg liegen Teile des Landschaftsschutzgebiets Herforder Bergland (CDDA-Nr. 555553029; 1996 ausgewiesen; 20,1123 km² groß). Auf seinen Ost- und Nordhang reicht das Naturschutzgebiet Bramschebach-Nagelsbachtal (CDDA-Nr. 162528; 1986; 1,0479 km²).

## Kriegerehrenmal

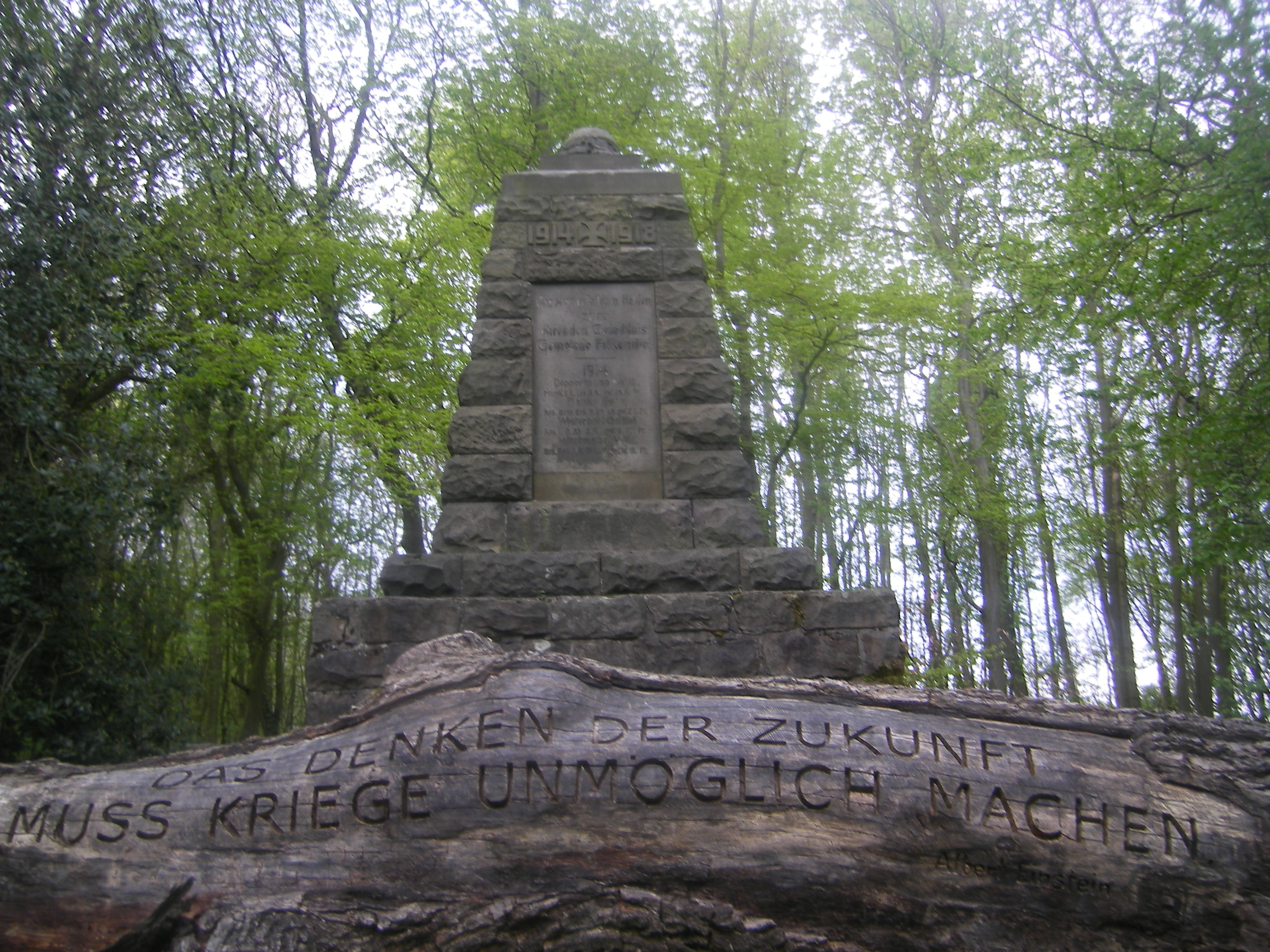
Kriegerehrenmal; davor eine Inschrift des Landschaftskunstprojekts

Auf den Hochlagen vom Südwesthang des Hombergs steht ein Kriegerehrenmal zum Gedenken an die Falkendieker „Gefallenen“ des Ersten Weltkriegs. Die unterhalb der Jahreszahlen 1914 und 1918 befindliche Inschrift lautet: „Unseren gefallenen Helden zum ehrenden Gedächtnis; Gemeinde Falkendiek“. Außerdem gibt es vier weitere Tafeln, deren Inschriften die Namen der Gefallenen aufweisen.

## Landschaftskunstprojekt
2008 hat die Falkendieker Bildhauerein Anke Stratmann-Horn, auf Initiative der IPPNW-Gruppe Herford auf der Erhebung das Friedens- und umweltpolitische Landschaftskunstprojekt AHorn-Texte am Wegesrand geschaffen. Hierzu schnitzte sie insgesamt zehn kurze Sinnsprüche zum Nachdenken in fünf Eichen- und Buchenstämme mit friedens- und umweltpolitischen Botschaften wie „Einsam fühle ich mich, wenn ich eine Hand suche und nur eine Faust finde“ (Ralph Bunche, Wegbegleiter von Martin Luther King), „Wer will, dass die Welt so bleibt wie sie ist, will nicht, dass sie bleibt“ (Erich Fried) und „Das Denken der Zukunft muss Kriege unmöglich machen“ (Albert Einstein). Die Aktion soll einen Gegenpunkt zum Kriegerehrenmal setzen. Finanziell unterstützt wurde das Projekt vom BUND Herford, dem Kinderschutzbund Herford und der Sparkassen-Stiftung Herford. Eine Hinweistafel zum Projekt mit Lageplan befindet sich am Wandererparkplatz Am Brinke, der neben der südöstlich der Erhebung von der Bundesstraße 61 abzweigenden Hombergstraße liegt.

## Sportanlagen

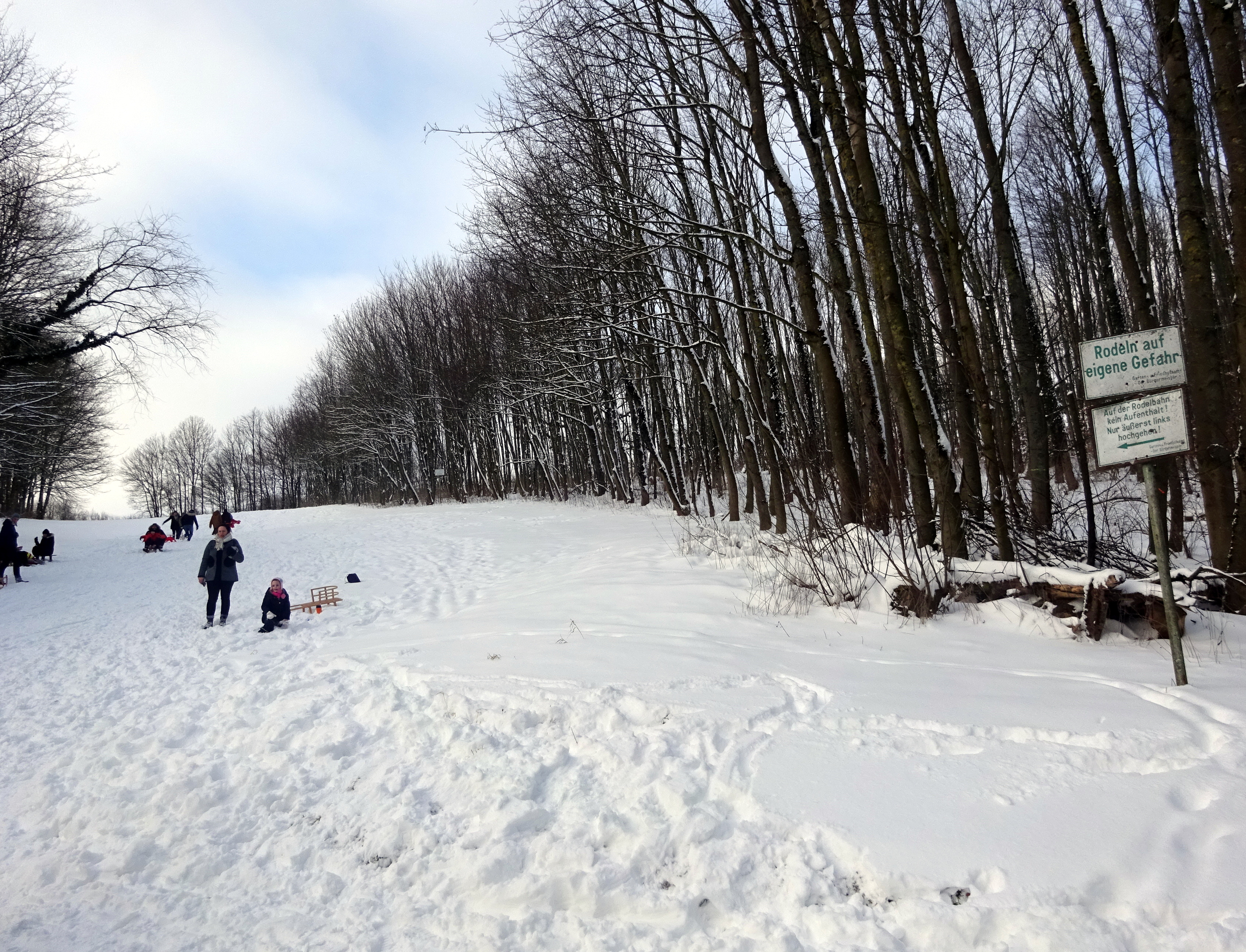
Rodelbahn auf dem Homberg in Herford-Falkendiek

Auf dem Homberg befinden sich mehrere Sportanlagen. Zum einen die Bogenschießanlage des TVE Elverdissen.
Des Weiteren gibt es eine Rodelbahn.

## Homberghof
Südlich auf dem Homberg befindet sich der Homberghof. Dieser wurde 1912 von dem Erziehungsverein, Vorläufer der Jugendhilfe Schweicheln, erworben und zu einem Erziehungsheim ausgebaut. Während des Nationalsozialismus diente der Hof zur Unterbringung von Zwangsarbeitern, die auf den benachbarten Höfen in Falkendiek arbeiten mussten. In den 1960 diente der Hof wieder als Erziehungsheim für Jugendliche und wurde entsprechend ausgebaut. Wenn die Jugendlichen sich dort nicht einfügten wurden sie nach Freistatt strafverschickt. Von den 1990er Jahren bis 2012 diente der Hof zur Unterbringung von Asylbewerbern. 2013 wurden Teile des Gebäudekomplexes von einer Freikirchlichen Gemeinde erworben, die die Gebäude grundlegend renoviert hat.